# Остракон
Остра́кон, или остра́к (от др.-греч. τὸ ὄστρακον — «глиняный черепок»), — черепок глиняного сосуда, а также реже морская раковина, яичная скорлупа, осколок известняка или сланца.
В Древнем Египте, ввиду своей доступности по сравнению с дорогими папирусами, глиняные черепки служили для записей, расчётов, квитанций и коротких писем, а в Фивах и их окрестностях до Эдфу, где известняк встречается в изобилии, использовались обломки известняка. Остраконы дошли до нас от всех эпох, начиная от Нового царства до арабской эпохи. Среди них много писем и деловых документов, демотических, греческих и коптских. На остра́конах древние ученики выполняли школьные домашние задания. Текст на остра́конах писали чернилами или выцарапывали. Были найдены целые архивы остра́конов (например, «Архив Никанора»).
В Древней Греции, в частности в Афинах, остра́коны использовались для голосования в процедуре остракизма и поэтому являются ценным источником знаний не только о повседневной, но и политической жизни.
Остра́коны изучает папирология. Коллекционирование остраконов относится к баллотике.